# Chérso (Kilkís)
Chérso, en grec moderne : Χέρσο, est un village et un ancien dème de Macédoine-Centrale en Grèce. Depuis 2010, il fait partie du dème de Kilkís.
Selon le recensement de 2011, la population du dème compte 2 629 habitants tandis que celle du village s'élève à 814 habitants.